# Torre del Gran San Pietro
La Torre del Gran San Pietro (en francés: Tour du Grand-Saint-Pierre) es una montaña del macizo del Gran Paradiso, un subgrupo de los Alpes Graicos, con una altitud de 3.692 m. Está situada entre el Piamonte y el Valle de Aosta, en el norte de Italia, cerca del Valle de Cogne.

## Primer ascenso
En 1865, Amé Gorret, Martino Baretti y J. P. Carrel alcanzaron una cumbre subsidiaria en la cresta de la montaña, que posteriormente denominaron Pic du Retour. Dos años más tarde, Daniel Ballay y Michel Payot guiaron a Douglas Freshfield, C. C. Tucker, T. H. Carson y J. H. Backhouse hasta la cumbre principal.

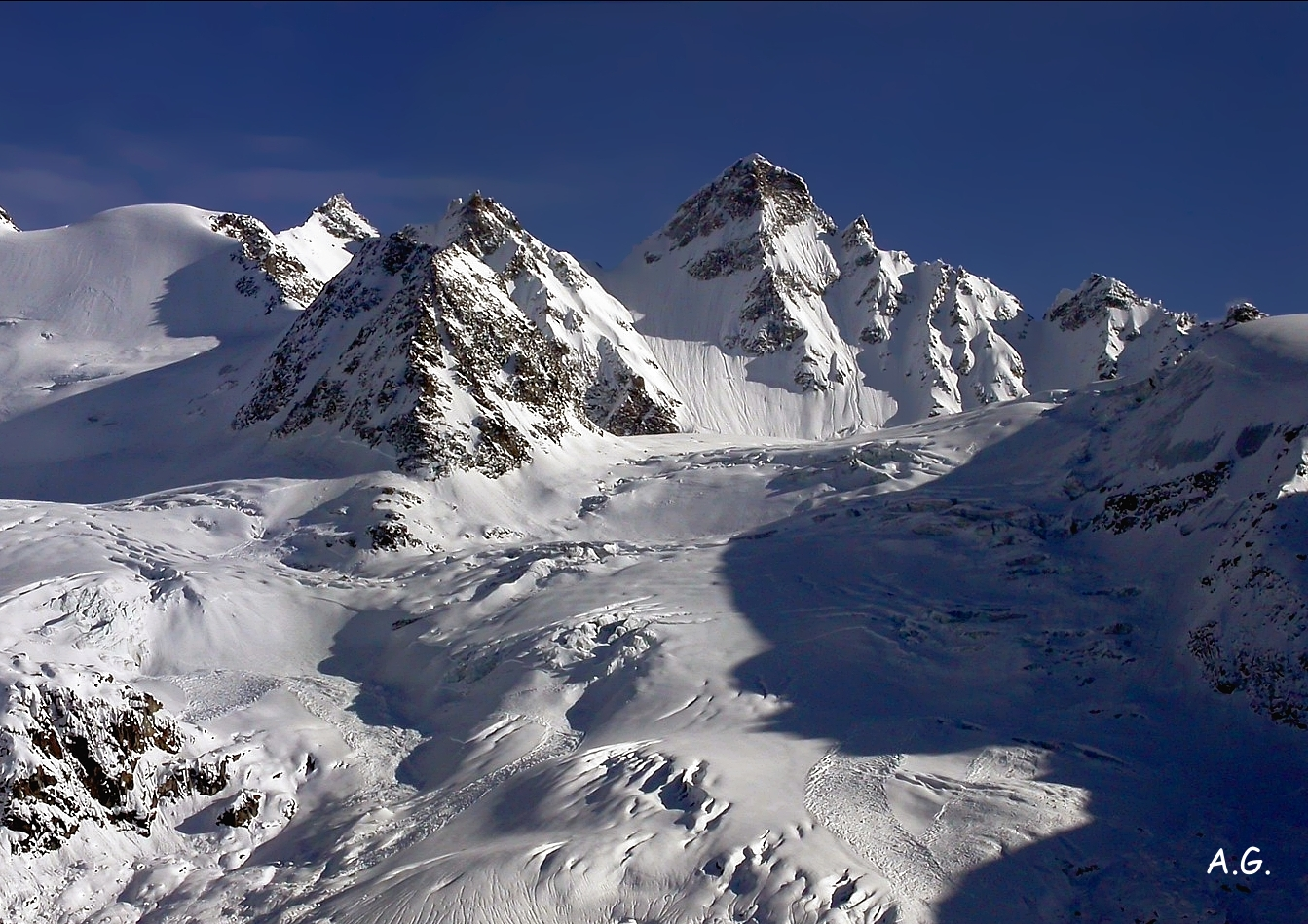